# Rupert Friend
Rupert William Anthony Friend (Cambridge, 9 oktober 1981) is een Engels acteur. Incidenteel is hij ook actief als regisseur, producent, scenarioschrijver en tekstdichter. 
Friend kreeg voor het eerst erkenning met zijn rollen in The Libertine (2004) en Mrs. Palfrey at the Claremont (2005), die hem allebei een prijs voor beste nieuwkomer opleverden. Hij speelde in verschillende goed ontvangen films en tv-series. Hij is bekend als George Wickham in Pride & Prejudice (2005), luitenant Kurt Kotler in de film The Boy in the Striped Pyjamas uit 2008, prins Albert in de film The Young Victoria (2009), gevangenispsycholoog Oliver in Starred Up (2013), CIA-agent Peter Quinn in de politieke thrillerserie Homeland (2012-2018), Vasily Stalin in de Armando Iannucci-film The Death of Stalin (2017), Theo van Gogh in At Eternity's Gate (2018), en Ernest Donovan in de serie Strange Angel (2018-2019).
Sinds begin jaren 2020 maakt Friend deel uit van de vaste cast van acteurs rond regisseur Wes Anderson. De samenwerking begon met een cameo-optreden in The French Dispatch (2021), gevolgd door grotere rollen in Andersons film Asteroid City (2023) en zijn Netflix korte films The Swan en The Rat Catcher (2023).
In 2022 was hij te zien als een studiobaas in de film Last Looks, als de van verkrachting beschuldigde politicus James Whitehouse in de Netflix-serie Anatomy of a Scandal, en als The Grand Inquisitor in de Disney+-serie Obi-Wan Kenobi.
Friend is regisseur, scenarioschrijver en producent van twee bekroonde korte films: The Continuing and Lamentable Saga of the Suicide Brothers (2008) en Steve (2010). Hij schreef songteksten voor het Kairos 4tet album Everything we hold.
Friend had vijf jaar lang een relatie met Keira Knightley; hij is sinds 2016 getrouwd met de Amerikaanse actrice en voormalige atlete Aimee Mullins.

## Filmografie
Exclusief televisiefilms:
- Jurassic World Rebirth (2025)
- The Phoenician Scheme (2025)
- Dreams (2025)
- The Swan (2023) - korte film
- The Rat Catcher (2023) - korte film
- Asteroid City (2023)
- Last Looks (2022)
- The French Dispatch  (2021)
- Infinite (2021)
- Separation (2021)
- A Simple Favor (2018)
- At Eternity's Gate (2018)
- The Death of Stalin (2017)
- Hitman: Agent 47 (2015)
- Meet Me in Montenegro (2014)
- The Zero Theorem (2013)
- Starred Up (2013)
- To Write Love on Her Arms (2012)
- 5 Days of August (2011)
- Lullaby for Pi (2010)
- The Kid (2010)
- The Young Victoria (2009)
- Chéri (2009)
- The Boy in the Striped Pyjamas (2008)
- Jolene (2008)
- Virgin Territory (2007)
- The Last Legion (2007)
- Outlaw (2007)
- The Moon and the Stars (2007)
- Mrs Palfrey at The Claremont (2005)
- Pride & Prejudice (2005)
- The Libertine (2004)

## Televisieseries
Exclusief eenmalige verschijningen:
- High Desert - Guru Bob. (2023, 6 afleveringen)
- Obi-Wan Kenobi - The Grand Inquisitor (2022, 4 afleveringen)
- Anatomy of a Scandal - James Whitehouse (2022, 6 afleveringen)
- Dream Corp LLC - Patient 62 (2018-2020, 2 afleveringen)
- Strange Angel - Ernest Donovan (2018-2019, 15 afleveringen)
- Homeland - Peter Quinn (2012–2017, 57 afleveringen)

- Bibsys: 9057526
- Biblioteca Nacional de España: XX4938906
- Bibliothèque nationale de France: cb16162093q (data)
- CiNii: DA17264674
- Gemeinsame Normdatei: 1021337862
- International Standard Name Identifier: 0000 0001 1592 8432
- Library of Congress Control Number: no2007015854
- Nationale Bibliotheek van Tsjechië: xx0103160
- Nationale Bibliotheek van Israël: 987007459779805171
- Nationale Bibliotheek van Polen: a0000003769189
- Nederlandse Thesaurus van Auteursnamen: 380441314
- Système universitaire de documentation: 139917020
- Virtual International Authority File: 9615426
- WorldCat: E39PBJtrQJvqhYKm6bxC7Wyrv3